# مارتين أوخيدا (لاعب كرة قدم)
مارتين أوخيدا (بالإسبانية: Martín Ojeda)‏ هو لاعب كرة قدم أرجنتيني في مركز الوسط، ولد في 27 مايو 1997 في كورينتس في الأرجنتين. لعب مع Boca Unidos ‏.

## وصلات خارجية
- مارتين أوخيدا (لاعب كرة قدم) على موقع قاعدة بيانات كرة القدم.إي يو (الإنجليزية)
- مارتين أوخيدا (لاعب كرة قدم) على موقع قاعدة بيانات كرة القدم.إي يو (الإنجليزية)
- مارتين أوخيدا (لاعب كرة قدم) على موقع Soccerway.com (الإنجليزية)